# Torkhuven
Torkhuven är ett svenskt TV-drama från 1986 i regi av Lars Forsberg och med manus av Kent Andersson.

## Medverkande
- Kent Andersson
- Bengt Bauler
- Ulla Blomstrand
- Christel Körner
- Tord Peterson